# コリンザ

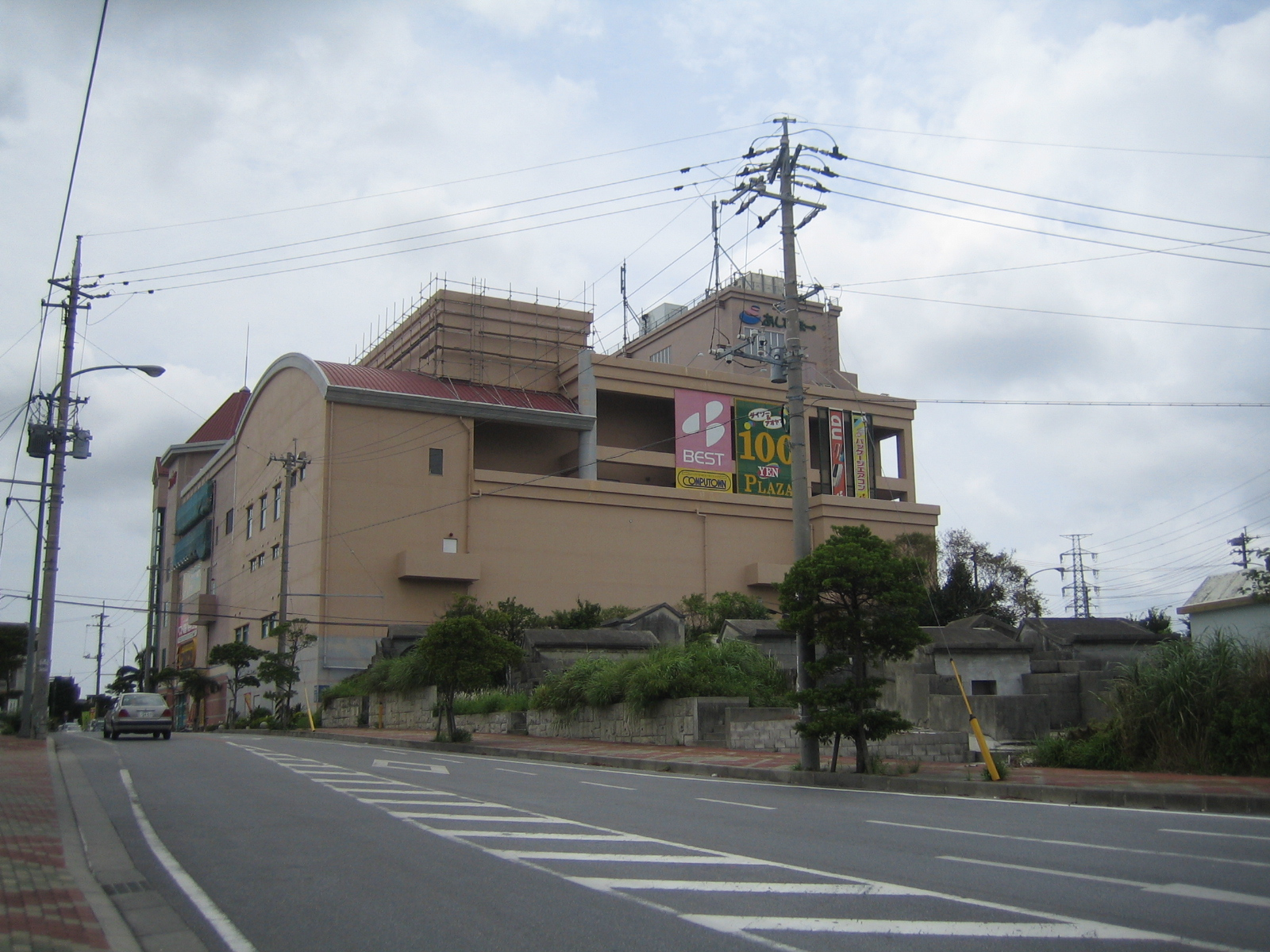
コリンザ（2006年）

コリンザは、沖縄県沖縄市中央2丁目にあった複合商業施設。1997年11月に沖縄市を中心とする第三セクターにより商業振興策として開設され、地上5階建ての建物は國場組が施工した。
開業当初よりテナントが定着せず、長らくデッドモールと化していたが、2014年に沖縄市が買い取り整備を進め、2017年4月に沖縄市雇用促進等施設と改称。同年5月には建物1階に市立図書館が移設された。改称後もしばらくは便宜上「旧コリンザ」と呼ばれていたが、沖縄市は2019年4月に施設の愛称をBCコザと定め、コリンザの名称は消滅した。

## 沖縄市アメニティプラン
開設当初は、沖縄市に加え、中小企業基盤整備機構の前身組織から資金を借り入れて出資した沖縄県や、民間が出資した第三セクターで、当時の新川秀清沖縄市長が社長を務める「沖縄市アメニティプラン」（通称：AP社）が運営にあたっていたが。AP社は、初期から巨額の累積赤字を抱え、運転資金が底をつく事態に直面した。2005年には累積赤字は12億円弱となり、沖縄市の助役が社長となって、当時の仲宗根正和市長は社長から会長へ退いたが、2007年には民間の調査会社が債務超過額が24億円超に達すると発表した。
2010年6月12日の株主総会で、AP社は会社解散決議を行ない、那覇地方裁判所は6月17日に、宮里猛弁護士を清算人に選任した。解散時の社長は、沖縄市の副市長であった。
AP社の解散後、沖縄市はコリンザの施設買い上げを目指し、関係先に債権放棄を求めて働きかけた。2014年には、図書館の移転先として市が買い上げるという方針が報じられた。2015年には、沖縄県議会経済労働委員会が、AP社に対する県の債権の大部分にあたるおよそ25.5億円を放棄する議案を全会一致で可決した。

## 沖縄市民小劇場あしびなー
沖縄市民小劇場あしびなーは、1998年5月17日にコリンザの3階に開館した320人収容の公立劇場で、初代館長は玉城満であった。優良ホール100選に選ばれている。2006年1月、JAFRAアワード（総務大臣賞）を受賞。

## キーテナントの変遷
開業当初は、黒潮市場を経営していた東京の一藤水産と、沖縄県内でビッグワン（ディスカウントストア・チェーン）を運営する北谷町の三星物産の提携事業による「沖縄黒潮市場」が入っていたが、1998年1月にいったん閉鎖され、1998年3月の黒潮市場の自己破産を受け、経営がビッグワンに移り、さらに同年9月にマキシ商事が経営する総合スーパーマーケット「コリンザ市場」が事業を継承した。しかし、「コリンザ市場」は経営権が1999年3月に個人に移され、2000年2月には閉鎖された。
その後、2001年はじめにリニューアルのための休館を経て、3月からベスト電器のパソコン専門店「コンピュータタウン・コザ」が新たなキーテナントとして開店し、翌2002年には売り場面積を拡大して「ベスト電器NEWコザ店」を出店したが、2008年には撤退に至った。
ベスト電器の撤退後、新たな小売業のキーテナントは決まらず、売り場跡には2009年にトランスコスモスがコールセンターを開設し（トランスコスモス シー・アール・エム沖縄）、現在に至っている。

## 沖縄市立図書館の移転

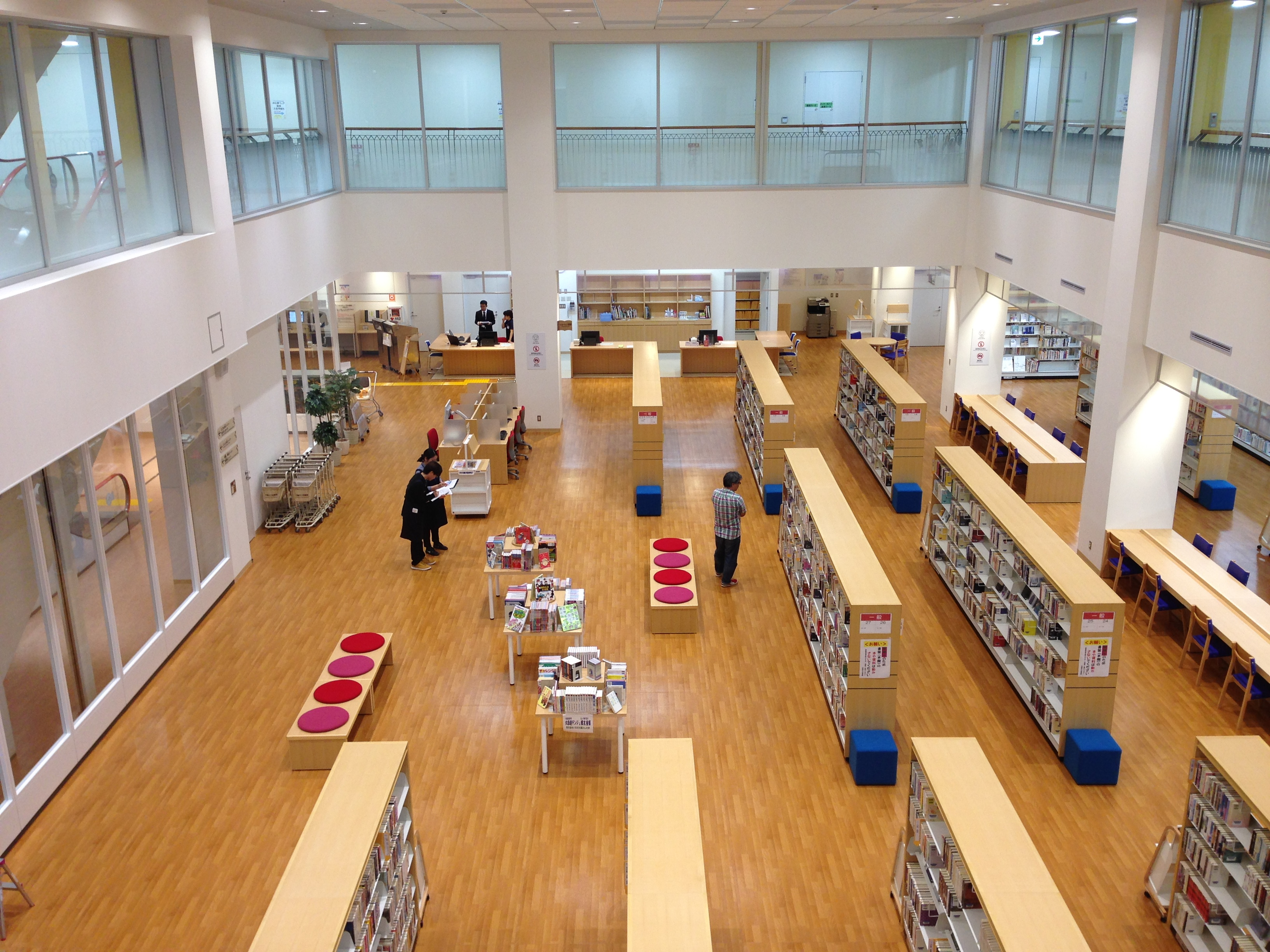
沖縄市立図書館の閲覧室

沖縄市立図書館は1984年より同市上地にて運用されていたが、蔵書収容能力の限界と利用者の駐車場不足といった問題があった。2016年に発表された「沖縄市立図書館整備基本計画」によれば、新図書館は旧コリンザ1階部分を活用し、面積は約1,600㎡から大幅に拡大して4,995㎡、蔵書数も1.8倍の38万冊（うち開架図書23万冊）とするものであった。
沖縄市はコリンザを取得後、建物の内外装の改修を行い、2017年5月3日に新装なった沖縄市雇用促進等施設1階に図書館を移設した。床面積は約5,041㎡となり、これはワンフロアの図書館としては九州で最大規模の広さである。